# Anna Chlumsky
Anna Chlumsky est une actrice américaine, née le 3 décembre 1980 à Chicago.
Elle est surtout connue pour son rôle dans le film My Girl.

## Biographie
Anna Chlumsky est née le 3 décembre 1980 à Chicago. Son père est restaurateur et saxophoniste, sa mère employée d'Eastern Airlines.
Elle est mannequin dès l'âge de trois mois. Enfant-vedette des films My Girl, au côté de Macaulay Culkin, et My Girl 2, elle se consacre ensuite au théâtre, travaille pour une maison d'édition et écrit des critiques gastronomiques.
Elle a eu de nombreux rôles au théâtre, classiques et textes contemporains. À la télévision on a pu la voir dans 30 Rock, New York, police judiciaire et plus récemment dans Veep sur HBO.
Le 8 mars 2008 elle épouse son compagnon de longue date, Shaun So. Entrepreneur aujourd'hui, il a précédemment servi dans l'armée américaine. Le couple a deux filles : Penelope Joan, née le 11 juillet 2013 et Clara Elizabeth, née le 28 juillet 2016.

## Filmographie

### Cinéma
- 1989 : Uncle Buck : Une écolière dans la classe de Maizy
- 1991 : My Girl : Vada Margaret Sultenfuss
- 1994 : My Girl 2 : Vada Margaret Sultenfuss
- 1994 : La Mère idéale (Trading Mom) : Elizabeth Martin
- 1995 : Gold Diggers: The Secret of Bear Mountain : Jody Salerno
- 2005 : Wait : Cara
- 2006 : Blood Car : Lorraine
- 2009 : In the Loop : Liza Weld
- 2009 : Le Fiancé idéal : Lisa
- 2009 : Eavesdrop : Chealsea
- 2009 : My Sweet Misery : Chloé
- 2011 : The Pill : Nelly
- 2013 : Bert and Arnie's Guide to Friendship : Sabrina
- 2022 : They/Them de John Logan : Molly
- 2025 : Bride Hard (en) de Simon West : Virginia

### Télévision
- 1997 : Le Rêve impossible (A Child's Wish) : Missy Chandler
- 1997 : Miracle in the Woods : Gina / Field Pea
- 1998 : Demain à la une : Megan Clark (saison 3, épisode 11)
- 2006 : 30 Rock : Liz (saison 1, épisode 17)
- 2007 : New York, police judiciaire : Mary Calvin (saison 17, épisode 12)
- 2009 : House Rules : Scotty Fisher
- 2009 : Cupid : Josie (saison 1)
- 2009 : Monsieur Décembre : Jan Lucas
- 2009 : New York, police judiciaire : Lisa Klein (saison 20, épisode 16)
- 2010 : The Quinn-Tuplets : Rachel Quinn (saison 1)
- 2010 : House Rules : Scotty Fisher (saison 1)
- 2010 : Covert Affairs : Vivian Long (saison 1, épisode 11)
- 2011 : Lights Out (en) : Cindy (saison 1, épisode 3)
- 2011 : FBI : Duo très spécial : Agent Melissa Matthews
- 2011 : Maman par intérim (Three Weeks, Three Kids) : Jennifer
- 2012 : American Wives : Jessica Anderson (épisode "Tough Love", saison 6)
- 2012 - 2019 : Veep : Amy Brookheimer
- 2012 : New York, unité spéciale : Jocelyn Paley (saison 14, épisode 3)
- 2013 : Hannibal : Miriam Lass
- 2017 : Halt and Catch Fire : Katie Herman
- 2021 : Inventing Anna : Vivian (10 épisodes)
- 2025 : Smoke

## Distinctions

### Récompenses
- 1992 : MTV Movie Awards du meilleur baiser dans une comédie dramatique pour My Girl (1991) partagé avec Macaulay Culkin.
- 1993 : Young Artist Awards de la meilleure jeune actrice prometteuse dans une comédie dramatique pour My Girl (1991).
- 1995 : Young Artist Awards de la meilleure performance pour une jeune actrice dans une comédie dramatique pour My Girl 2 (1994)
- 1996 : Young Artist Awards de la meilleure jeune actrice principale dans une comédie dramatique pour Gold Diggers: The Secret of Bear Mountain (1995).
- 1999 : Young Artist Awards de la meilleure performance pour une jeune actrice dans une série TV pour Love Therapy (1998-1999).
- 16e cérémonie des Chlotrudis Awards 2010 : Meilleure distribution dans une comédie pour In the Loop (2009) partagé avec Peter Capaldi, Tom Hollander, Gina McKee, James Gandolfini, Chris Addison, Paul Higgins, David Rasche, Steve Coogan et Olivia Poulet
- 2015 : Gold Derby Awards de la meilleure actrice comique dans un second rôle dans une série télévisée comique pour Veep (2012-).
- 2015 : Gracie Allen de la meilleure actrice dans un second rôle dans une série télévisée comique pour Veep (2012-).
- 24e cérémonie des Screen Actors Guild Awards 2018 : Meilleure distribution pour une série comique pour Veep (2012-) partagée avec Dan Bakkedahl, Gary Cole, Margaret Colin, Kevin Dunn, Clea DuVall, Nelson Franklin, Tony Hale, Julia Louis-Dreyfus, Sam Richardson, Paul Scheer, Reid Scott, Timothy Simons, Sarah Sutherland et Matt Walsh.

### Nominations
- 4e cérémonie des Chicago Film Critics Association Awards 1992 : Actrice la plus prometteuse dans une comédie dramatique pour My Girl (1991).
- MTV Movie Awards 1992 : 
  - Meilleur duo à l'écran dans une comédie dramatique pour My Girl (1991) partagé avec Macaulay Culkin.
- Meilleur espoir féminin dans une comédie dramatique pour My Girl (1991).
- 1998 : Young Artist Awards de la meilleure performance pour une jeune actrice principale dans un téléfilm où une mini-série pour Le rêve impossible (1997).
- 2012 : Online Film & Television Association Awards de la meilleure actrice dans un second rôle dans une série télévisée comique pour Veep (2012-).
- 2013 : Online Film & Television Association Awards de la meilleure actrice dans un second rôle dans une série télévisée comique pour Veep (2012-).
- 65e cérémonie des Primetime Emmy Awards 2013 : Meilleure actrice dans un second rôle dans une série télévisée comique pour Veep (2012-).
- 2014 : Gold Derby Awards de la meilleure actrice comique dans un second rôle dans une série télévisée comique pour Veep (2012-).
- 2014 : Online Film & Television Association Awards de la meilleure actrice dans un second rôle dans une série télévisée comique pour Veep (2012-).
- 66e cérémonie des Primetime Emmy Awards 2014 : Meilleure actrice dans un second rôle dans une série télévisée comique pour Veep (2012-).
- 20e cérémonie des Screen Actors Guild Awards 2014 : Meilleure distribution pour une série comique pour Veep (2012-) partagée avec Sufe Bradshaw, Gary Cole, Kevin Dunn, Tony Hale, Julia Louis-Dreyfus, Reid Scott, Timothy Simons et Matt Walsh.
- 2015 : Online Film & Television Association Awards de la meilleure actrice dans un second rôle dans une série télévisée comique pour Veep (2012-).
- 67e cérémonie des Primetime Emmy Awards 2015 : Meilleure actrice dans un second rôle dans une série télévisée comique pour Veep (2012-).
- 21e cérémonie des Screen Actors Guild Awards 2015 : Meilleure distribution pour une série comique pour Veep (2012-) partagée avec Sufe Bradshaw, Gary Cole, Kevin Dunn, Tony Hale, Julia Louis-Dreyfus, Reid Scott, Timothy Simons et Matt Walsh.
- 7e cérémonie des Critics' Choice Television Awards 2016 : Meilleure actrice dans un second rôle dans une mini-série ou un téléfilm pour Veep (2012-).
- 2016 : Gold Derby Awards de la meilleure actrice comique dans un second rôle dans une série télévisée comique pour Veep (2012-).
- 2016 : Online Film & Television Association Awards de la meilleure actrice dans un second rôle dans une série télévisée comique pour Veep (2012-).
- 68e cérémonie des Primetime Emmy Awards 2016 : Meilleure actrice dans un second rôle dans une série télévisée comique pour Veep (2012-).
- 22e cérémonie des Screen Actors Guild Awards 2016 : Meilleure distribution pour une série comique pour Veep (2012-) partagée avec Diedrich Bader, Sufe Bradshaw, Gary Cole, Kevin Dunn, Tony Hale, Hugh Laurie, Julia Louis-Dreyfus, Phil Reeves, Sam Richardson, Reid Scott, Timothy Simons, Sarah Sutherland et Matt Walsh.
- 2017 : Gold Derby Awards de la meilleure actrice comique dans un second rôle dans une série télévisée comique pour Veep (2012-).
- 2017 : Online Film & Television Association Awards de la meilleure actrice dans un second rôle dans une série télévisée comique pour Veep (2012-).
- 69e cérémonie des Primetime Emmy Awards 2017 : Meilleure actrice dans un second rôle dans une série télévisée comique pour Veep (2012-).
- 23e cérémonie des Screen Actors Guild Awards 2017 : Meilleure distribution pour une série comique pour Veep (2012-) partagée avec Dan Bakkedahl, Sufe Bradshaw, Gary Cole, Kevin Dunn, Clea DuVall, Nelson Franklin, Tony Hale, Hugh Laurie, Julia Louis-Dreyfus, Sam Richardson, Reid Scott, Timothy Simons, John Slattery, Sarah Sutherland, Matt Walsh et Wayne Wilderson.